# How Far I’ll Go
«How Far I’ll Go» — песня из мультипликационного фильма «Моана» телекомпании Disney. Песня завоевала премию Грэмми на 60-й церемонии вручения в номинации «Лучшая песня, написанная для визуального представления», а также была номинирована на Золотой глобус и Оскар.

## Создание
Лин-Мануэль Миранда писал «How Far I’ll Go» в качестве «песни о мечте» (англ. "I want" song), традиционной для анимационных мюзиклов Disney. Песня несёт в себе глубокое послание о борьбе Моаны с непреодолимым желанием вырваться за пределы своего рифа, учитывая её любовь к своему острову, семье и народу.
Согласно нотам, опубликованным на сайте Sheetmusicdirect.com, «How Far I’ll Go» написана в тональности ми мажор со сменой на фа мажор на последних десяти тактах. Для исполнения песни требуется вокальный диапазон от си малой октавы до ре второй октавы.

## Исполнение
Для исполнения в фильме «How Far I’ll Go» записала американская актриса Аулии Кравальо, озвучившая роль Моаны. Также Кравальо спела версию песни на гавайском языке («I hei anau»). В официальный саундтрек вошла версия, записанная канадской певицей Алессией Кара.
В руском дубляже песня была исполнена Зинаидой Куприянович.

## Награды и номинации
| Награда                             | Категория                                     | Результат | Ссылки |
| ----------------------------------- | --------------------------------------------- | --------- | ------ |
| Critics' Choice Movie Awards (2016) | Лучшая песня                                  | Номинация | [ 7 ]  |
| Золотой глобус (2017)               | Лучшая песня                                  | Номинация | [ 8 ]  |
| Оскар (2017)                        | Лучшая песня к фильму                         | Номинация | [ 9 ]  |
| Грэмми (2018)                       | Лучшая песня, написанная для визуальных медиа | Победа    | [ 10 ] |